# Domenico della Rovere
Domenico della Rovere (Vinovo, 1442 – Roma, 22 aprile 1501) è stato un cardinale e vescovo cattolico italiano.

## Biografia

Stemma della famiglia della Rovere: d'azzurro, al rovere d'oro con i rami passati in decusse

e vescovo di Montefiascone, fu illustre per dottrina, saviezza e discrezione, virtù particolarmente ammirabili in un giovane di nobilissimi natali.»
Era figlio del conte Giovanni di Vinovo e di Anna del Pozzo, e fratello di Cristoforo della Rovere all'elezione di Sisto IV al soglio pontificio, entrò a far parte, fin dal 1473, della cerchia dei beneficiati del Papa, anche per il cognome, che condivideva con il pontefice.
L'11 febbraio 1478 fu eletto arcivescovo di Tarantasia succedendo al fratello, cardinal Cristoforo. Nel medesimo anno, il 10 febbraio, fu nominato cardinale da Papa Sisto IV e gli fu assegnato il titolo cardinalizio di San Vitale, che meno di un anno dopo scambiò con quello di San Clemente. Nell'agosto del medesimo anno fu nominato vescovo di Montefiascone e Corneto, carica che mantenne fino alla morte. Nel 1480 avviò la costruzione del suo palazzo romano, poi chiamato palazzo dei Penitenzieri nel Borgo, forse su progetto di Baccio Pontelli, in cui lavorò anche Pinturicchio.
Il 19 luglio 1482 fu trasferito alla diocesi di Ginevra, che però già il 24 luglio dello stesso anno scambiò con il vescovo di Torino di allora Giovanni III, divenendo quindi vescovo di Torino, titolo che condivise con altri già acquisiti, quali canonico di Losanna e d'Ivrea, priore del monastero di sant'Andrea di Torino, abate commendatario di San Cristoforo di Vercelli, dell'abbazia di Fruttuaria a San Benigno, di San Mauro di Pulcherada e del monastero d'Ambronay, oltre che quello di vescovo di Montefiascone e Corneto. Prese possesso della diocesi il 3 novembre 1483, con messa solenne alla quale presenziarono, come attestano le cronache, Carlo I di Savoia, la moglie Bianca di Monferrato e Lodovico, zio del duca.
Tra le prime opere del vescovo, la creazione di una chiesa collegiata a Saluzzo, città allora soggetta alla diocesi di Torino anche se governata dai marchesi del Vasto. Già Ludovico II di Saluzzo aveva fatto tale richiesta, ma l'opposizione formale del duca Carlo aveva bloccato la faccenda, che si risolse il 16 febbraio 1482, quando il vescovo della Rovere, in qualità di delegato pontificio, ne fece la canonica erezione, creando, per volontà di papa Sisto IV, una collegiata anche a Revello.
Morto Sisto IV nel 1484, Domenico della Rovere si recò a Roma per il conclave, lasciando come sostituto nella diocesi Guglielmo Caccia, l'arcidiacono del duomo. Anche in seguito all'elezione del papa Innocenzo VIII, il vescovo rimase a Roma, ove conobbe Carlotta di Lusignano, il cui nipote era il duca di Savoia Carlo I. A Roma, in Borgo, a Piazza Scossacavalli, egli fece costruire la sua residenza (ora su Via della Conciliazione), considerata uno dei più bei palazzi del Rinascimento Romano. Durante l'assenza dalla sua sede, morì il 25 ottobre 1486 il vicario Caccia, che venne sostituito con Giovanni Gromis, arcidiacono d'Ivrea: Domenico della Rovere continuava, in quel periodo, a risiedere nella capitale dello Stato Pontificio, cosa che gli fece decidere di nominare un suo più fedele aiutante, il nipote Giovanni Ludovico della Rovere.
Per sua esplicita volontà, nel 1490 venne incominciato l'abbattimento del vecchio complesso della cattedrale di Torino, al fine di erigere una nuova e più consona chiesa che rispondesse al titolo di Duomo. Le spese della costruzione furono in gran parte pagate dal vescovo in persona che, da Roma, inviò a Torino grandi casse colme d'argenti assieme al disegno dell'edificio. Fece erigere una nuova residenza elegante in stile rinascimentale a Vinovo (TO) che divenne il castrum novus della cittadina, in contrapposizione a quello vetus, che era niente di più di un castellaccio fortificato.

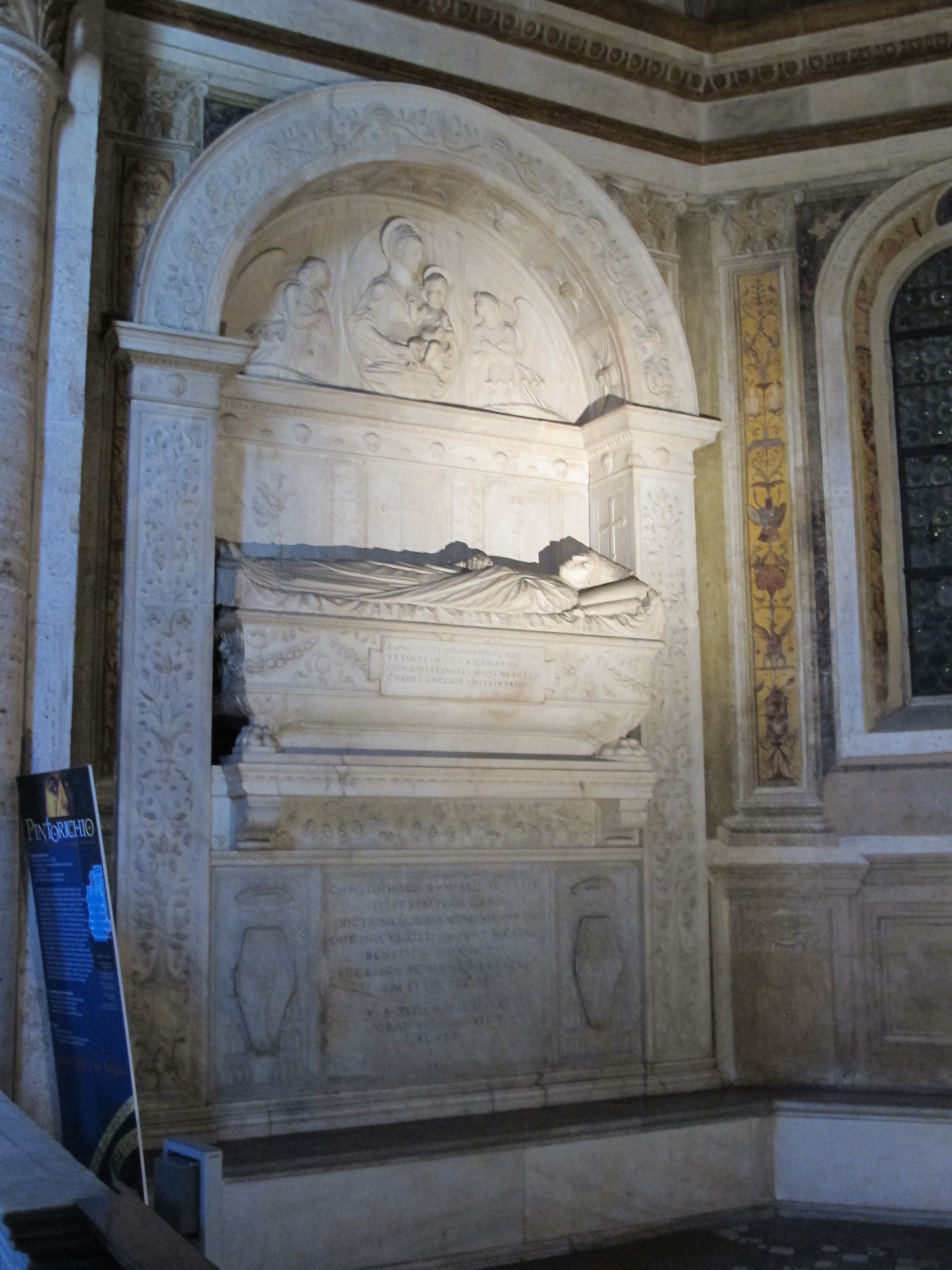
Monumento al cardinale Domenico della Rovere di Andrea Bregno e Mino da Fiesole in Santa Maria del Popolo a Roma

Ormai avanti con l'età, non vide la conclusione dei lavori, poiché morì nel 1501 dopo aver fatto pubblicamente testamento nel quale nominava suo fratello Martino della Rovere suo erede. La salma fu inizialmente inumata nella cappella del Presepio che lui stesso aveva fatto erigere in Santa Maria del Popolo a Roma. Successivamente le sue spoglie furono traslate a Torino: recentemente, nelle cripte del Duomo di Torino, è venuta alla luce la sua lapide.